# كعب بن عمير الغفاري الكناني
كعب بن عمير الغفاري صحابي، بعثه النبي محمد أميرًا على سرية سرية كعب بن عمير الغفاري إلى ذات أطلاح، في 15 رجلًا من الصحابة، فسار بهم حتى انتهوا إلى ذات أطلاح من أرض الشام، فوجدوا جمعًا من جمعهم كثير، فدعوهم إلى الإسلام فلم يستجيبوا لهم، ورشقوهم بالنبل فلما رأى المسلمون ذلك قاتلوهم أشد القتال حتى قتل المسلمون جميعا وأفلت منهم كعب بن عمير بعد أن ظنوا أنه قتل، فلما برد عليه الليل تحامل حتى أتى النبي فأخبره الخبر.